# ハイパーミサヲ
ハイパーミサヲ（1990年1月3日 - ）は、日本の女子プロレスラー。東京女子プロレス所属。血液型O型。

## 経歴

### プロレスに出会うまで
1990年1月3日、茨城県鹿嶋市に生まれる。子どもの頃から絵を描くのが得意で、当時の将来の夢はイラストレーターだった。中学から高校までの6年間は地元の中高一貫制の進学校で過ごし、在学中は弓道部に所属していた。高校卒業後、青山学院大学文学部に入学。在学中は日本文学を専攻し、日置俊次のゼミを受講した。
大学に入学して間もない頃、書店で手に取った穂村弘の詩集「求愛瞳孔反射」に衝撃を受けてファンとなる。その後、穂村がダ・ヴィンチ内で「短歌ください」と呼ばれる読者投稿コーナーの連載を担当していることを知り、自作の短歌を投稿し始めた。ペンネームは冬野きりんで、連載が単行本化された際には投稿作品が帯に引用された。後にプロレスラーとなってから、穂村との対談が実現している。
プロレスとの出会いは、2014年7月19日に東京ビッグサイトで開催された「HandMade In Japan Fes 2014」のイベントの一つとして行われたDDTの路上プロレスである。母親の付き添いで訪れたが、会場内を縦横無尽に動き回るプロレスラーの姿を見て衝撃と感動を覚え、急激にプロレスへと傾倒していった。その後、8月17日のDDT両国国技館大会を観戦した際、東京女子プロレス提供試合を見て女子プロレスの存在を知ったミサヲは、その日のうちにプロレスラーになることを決め、東京女子プロレスの甲田哲也代表に入門を直訴。2014年黄金（ゴールデン）オーディションに応募し合格、「ミサオ（仮）」名義で練習生となった。

### プロレスデビュー後
2015年2月28日、東京女子プロレス初の新宿FACE大会で、北関東のゴッサムシティ出身の東京女子プロレスの愛と平和を守るニューヒーロー、「ハイパーミサヲ」としてデビュー。MIZUHOとのタッグでKANNA&木場千景組と対戦したが、KANNAの大家さんで直接フォール負け。コウモリ型のマスク、唐草模様の風呂敷マント、試合開始前のマイクパフォーマンスなど、ハイパーミサヲの特徴となっている要素はデビュー時からのもので、マイナーチェンジを繰り返しながらも今日までほぼ一貫している。コスチュームの基調が緑色なのもデビュー時からほぼ一貫しているが、初代のコスチュームは「ワープアな上、代表の甲田哲也がリンコス代を立て替えてくれなかった」というのが理由で、上下緑色のジャージだった。
デビュー戦から約5ヶ月後の2015年7月25日には、人生を一変させるきっかけになったHandMade In Japan Fesの路上プロレスにレスラーとして参加、初めて勝ち名乗りを受ける。自力での初勝利はこの約1ヶ月後の8月29日の王子BASEMENT MONSTAR大会で、のの子からリングアウトであるが勝利をおさめた。これを受けて甲田代表からコスチューム一式を用意して貰えることになり、9月22日の新宿大会からヒーローらしいコスチュームへと変わる。10月24日の王子大会で赤宮サキとのシングルマッチに敗戦後、「オヤビンと呼ばせてください！」などと単願しスケバン軍を結成した。
2016年7月9日には第3回東京プリンセスカップの初戦で山下実優と対戦。途中で仮面が外れて素顔があらわになったが形振り構わず戦い続け、アイアムアヒーローでフォール勝ちを奪う大金星をあげる。このあと2回戦も勝利して準決勝に進出したが、中島翔子に敗れて決勝進出は果たせなかった。
2017年1月6日に右膝前十字靭帯の再建手術および右膝半月板損傷手術のため長期欠場を発表、11月23日の新宿FACE大会で復帰。欠場期間中、来場した大会で「欠」のマークの入った仮面を着用し、前説や物販などで活躍した。
2018年5月3日、後楽園ホール大会にて葛西純とエニウェアフォールマッチで対戦。試合前に自ら「チョコシュー1袋食べきられなければフォールカウント無効ルール」を追加し、「HandMade In Japan Fes 2014」のDDT路上プロレスで高木三四郎が使用した自転車「ドラマティック・ドリーム号」を自ら戦闘自転車としてリメイクした「ハイパミ・ドラマティック・ドリーム号」による攻撃を初めて披露するなどしたが、葛西のパールハーバースプラッシュでフォール負け。試合には敗れたが、年末に実施されたTwitterユーザー対象のベストバウト投票では1位を獲得した。
2018年8月4日に開催された「Yeah!めっちゃタッグトーナメント2018夏」では、中島翔子と組んで「怪獣戦隊カイジュウジャーVS英雄戦隊パミレンジャー」というチーム名で出場。決勝まで勝ち上がるが、magical sugar rabbits（瑞希&坂崎ユカ）に敗れて準優勝に終わった。このトーナメントの中島とのタッグチームは他のチームと同様に即席のものだったが、後に正式なチームとして活動するようになる（後述）。

### 操としてNEO美威獅鬼軍に参加
2019年1月4日の大会出場を最後に「一身上の都合」で欠場、2月10日の成城ホール大会で復帰。2月23日の新宿FACE大会で辰巳リカ復帰戦の相手をつとめるが敗戦。この試合の後、沙希様に「強くなるためだったらすべて捨ててもいい。あなたの強さを教えてください」と共闘を懇願し、覚悟の証としてマスクを自ら切り裂いた。3月8日、「操（みさお）」という新たなリングネームと新ビジュアルが発表され、3月10日の名古屋大会にて忠誠の儀が執り行われて、正式にNEO美威獅鬼軍のメンバーとなった。
2019年6月8日、新木場1stRING大会にて沙希様とのチームでmagical sugar rabbits（瑞希&坂崎ユカ）の保持するTOKYOプリンセスタッグ王座に挑戦し勝利、自身初のタイトルを獲得。王座は11月3日のDDT両国国技館大会で白昼夢（辰巳リカ&渡辺未詩）に敗れるまで5ヶ月近く保持し、3度の防衛に成功した。一方で、9月15日に中島翔子の保持するプリンセス・オブ・プリンセス王座に挑戦したが、ダイビング・セントーンで敗れて王座を獲得することはできなかった。
タッグ王座から陥落後の2019年11月23日、新木場1stRING大会で行われた沙希様と辰巳リカのシングルマッチに介入したところ、無効試合にしてしまい沙希様の不興を買う。1週間後の11月30日、横浜ラジアントホール大会で辰巳とのエニウェアフォールマッチに臨むが敗北、試合後に抗争を繰り広げていた辰巳とグータッチを交わす。辰巳は「後悔のない道を選ぶなら応援するから」と操に選択を委ね、操は差し出されたヒーローマスクに手を伸ばしかけるが沙希様が制止、制裁マッチの実施を言い渡す。12月7日、原宿・ベルエポック美容専門学校第2校舎ホール大会で沙希様とのシングルマッチが行われ、アイアムアヒーローなどのハイパーミサヲ時代の技も繰り出して勝利を狙うが、沙希様には敵わず、アカデミー賞からの片エビ固めで敗戦。試合後、沙希様から「勝手にしなさい」とヒーローマスクを返却された操はこれまでの感謝を述べ、握手するために手を差し出したが、沙希様が応じかけた瞬間にガットショットを繰り出した。ハイパーミサヲ時代の定番ムーブを見せた操はヒーローマスクを装着し、マイクでハイパーミサヲ復活を宣言。沙希様はミサヲを蹴り返し、薔薇の儀仗を預けたまま去っていった。

### ハイパーミサヲとして復帰
2020年1月4日、後楽園ホール大会で中島翔子との1ヶ月限定リングネーム変更マッチに敗れてしまい、ハイパーミサヲとして復帰早々、リングネームをダレダソレ明美に改名する。毎年1月4日の興行での中島との特殊なルールによるシングルマッチは2020年を皮切りに毎年組まれており、2021年の対戦時にはミサヲが中島に勝利し、中島のリングネームを1ヶ月限定でシン・ウルトラショヲコに改名させている。

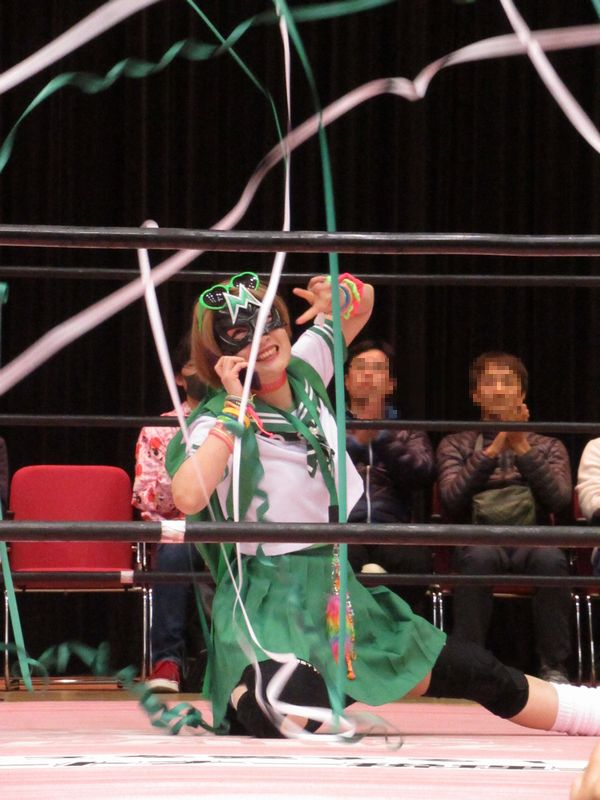
ダレダソレ明美

2020年4月28日から6月30日までの間、ミサヲによる持ち込み企画として、東京女子公式の2次元キャラ完成を目指す視聴者参加型コンテンツ「2次元だってプロレスしたい！」が10回にわたって配信された。ミサヲは企画立案だけでなくMCも担当。Youtubeの公式チャンネルで本編を生配信し、WRESTLE UNIVERSEでアフタートークを公開する形式がとられた。
2020年7月4日の両国KFCホール大会でのメインイベントのプリンセスタッグ王座戦終了後に中島翔子とともにリングに上がり、防衛に成功した白昼夢に対して7月23日の後楽園ホール大会での王座戦を要求し受諾させる。試合に先立って、中島とミサヲはタッグチームを「享楽共鳴」と命名した。王座戦では、ネーミング通りに享楽の限りを尽くしながら王者組を追い込むが、白昼夢エタニティからの辰巳のミサイルヒップでミサヲがフォールを取られて王座獲得ならず。
2020年11月20日、新宿FACE大会にてDDTの広報・歌代孝正に公開プロポーズを行い受諾され婚約が成立、11月22日に入籍。東京女子プロレス所属では初の既婚レスラーとなった。また、結婚の発表とともに生年月日、身長、血液型、出身地も公表した。練習生時代から出身地と自称していた「北関東のゴッサムシティ」が茨城県鹿嶋市を指すことが明らかになったのは、この時である。
2022年3月19日の東京女子プロレス単独では初となる両国国技館大会では、高木三四郎とエニウェアフォールマッチで対戦し勝利。

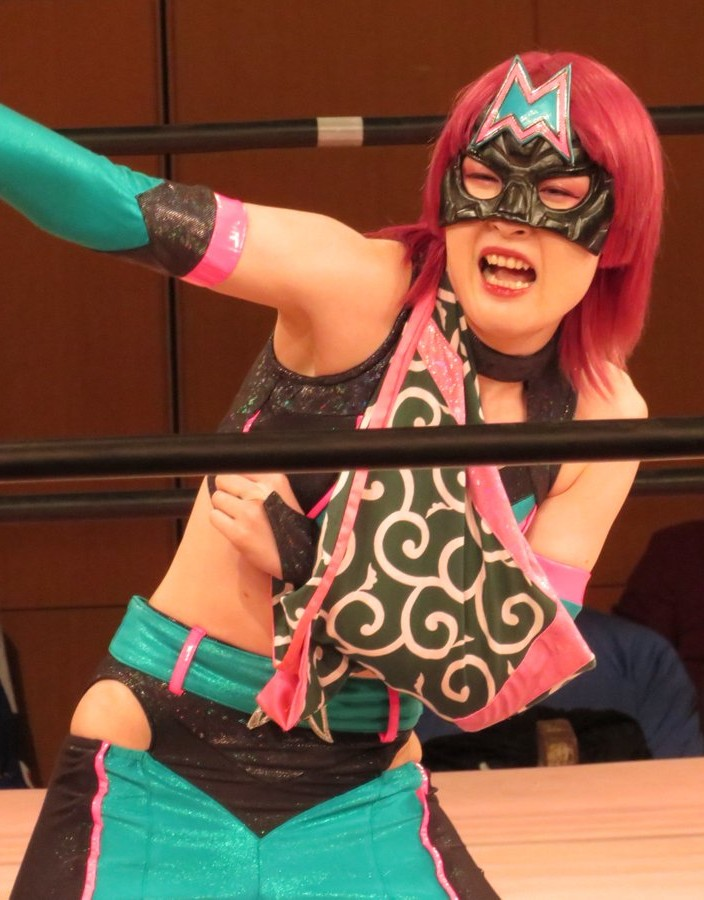
2022年のコスチューム

2023年5月25日、北沢タウンホールにて自身初のプロデュース興行「HYPE!」を開催。
2023年7月8日の大田区総合体育館大会での試合中、ハイパミ・ドラマティック・ドリーム号が大破。2024年1月4日の後楽園ホール大会から2代目を登場させた。2代目の製作に際してはクラウドファンディングサービス「Makuake」でサポーターを募ることにして、50万円を目標に設定して募集をはじめたが、最終的には目標を大幅に上回る214万円あまりの資金が集まった。
2024年4月6日、アメリカ合衆国のペンシルベニア州フィラデルフィアで開催された東京女子プロレスの大会の試合中に右足首を負傷。帰国後に関節外果骨折が判明し、治療のために長期欠場。11月22日の新宿FACE大会で復帰戦を行うまでに7ヶ月あまりを要した。この間、4月19日に自身2度目のプロデュース興行「HYPE!2～夢で逢えたら…」が行われたが、ミサヲ自身がつとめる予定だったギャルサーメンバーの役は難波小百合が代わりにつとめた。
2025年2月8日、享楽共鳴として出場した第5回"ふたりはプリンセス"Max Heartトーナメントの決勝戦でぽむペイラー（原宿ぽむ&マックス・ジ・インペイラー）に勝利、中島共々5度目の出場で初優勝。3月16日の『GRAND PRINCESS '25』内で行われた選手権試合でミサヲが山下実優から3カウントを奪い、ハイパーミサヲとしては初めて、操時代を含めると約5年4ヶ月ぶりにプリンセスタッグ王座に就いた。

### DDTへの参戦
ミサヲは東京女子プロレス所属ということもあり、姉妹団体であるDDTが手掛ける興行やイベントにも複数回参戦している。前述の初勝利となったHandMade In Japan Fes 2015内の路上プロレスは2大会目で、初めて参加した大会は2015年7月15日に新木場1stRINGで開催された「酒場プロレス～Don't fear the hangover～」である。DDTの主要大会へは、2016年3月21日の「Judgement2016〜DDT旗揚げ19周年記念大会〜」で初出場を果たしている。
2021年10月31日には、DDTが東京ドームを借り切って無観客で開催した路上プロレスに東京女子プロレス選抜チームの一員として出場。ここで勝俣瞬馬に自ら3カウントをとられてしまったことを屈辱ととらえたミサヲは、11月21日のDDTの後楽園ホール大会に単身で乗り込み、試合後の勝俣に対してハードコアマッチによる対戦を要求した。12月18日の名古屋国際会議場イベントホール大会で行われた対戦では、最終的に勝俣にラダーからのサウナトランス・スプラッシュを浴びて敗れたが、大会後に高木三四郎が「個人的にグッと来た試合」と述べるなど、内容では評価を得た。
2022年2月15日に新宿FACEで行われた「花より熱波～新宿のど真ん中でととのう〜」では、メカマミーと組んでガントレットマッチに出場し優勝。勝俣瞬馬が総支配人をつとめるサウナ店の1日招待券を獲得したが、賞品を贈呈するためにリングにあがった勝俣に対してはコールドスプレーを噴射した。
2024年12月28日には、両国国技館大会「Ultimate Party 2024」で組まれた「TJPWvsDDT全面対抗6人タッグマッチ」に辰巳リカ&原宿ぽむとともにTJPW代表として出場して勝利するも、試合後のバックステージで対戦相手のDDT軍の一人だったスーパー・ササダンゴ・マシンにマッスル坂井としての再戦を要求される。2025年2月3日の新宿FACE大会『高木三四郎デビュー30周年記念大会「NEVER SAY NEVER」』で私小説プロレスルール適用のもとで両者の対戦が行われ、ミサヲがアイアムアヒーローを決めて勝利をおさめた。

### 国外のプロレス団体への参戦
日本国外が拠点のプロレス団体の大会に初出場したのは、2022年11月13日にイギリス・ロンドンで行われたプロレスリングEVEの大会「Wrestle Queendom 5」で、山下実優とともに昼と夜の2大会両方に出場した。昼の大会ではセッション・モス・マルティナとのタッグでThe Uprising（リア・オライリー & スカイ・スミットソン）が保持するEVEタッグ王座に挑戦したが、自らフォールを取られて王座獲得に失敗。夜の大会ではナイトシェイドと対戦し、勝利をおさめた。
2023年3月31日開催の東京女子プロレス初の海外興行への参加のためにアメリカへ訪れた際には、ファンコンベンション「WrestleCon」のmeet&greetに他の所属選手とともに参加。イベント期間中に行われたプロレス興行「Mark Hitchcock Memorial SuperShow」にも出場した。
2024年1月6日には、アメリカ・ペンシルバニア州フィラデルフィアで開催されたMLWの大会「Kings of Colosseum」に宮本もかとともに参戦。ミサヲはジャナイ・カイが保持する世界フェザー級王座に挑戦するが、ストレッチ・プラムを決められて敗れた。

## 得意技

### ハイパーミサヲ
口八丁手八丁や特別ルールなど多彩なインサイドワークを駆使する。
アイアムアヒーロー
風呂敷マントを付けて飛ぶダイビング・クロスボディー。メインフィニッシャー。
ヒーロー矯正システム
カンパーナ
ハイパーゴッサムクラッシュ
ヘッドロックから相手の顔を自分の膝に叩きつける。雪崩式や横抱きにした相手への振り子式も敢行。
ハイパミ・リターンズ
ファイナル・カット（エルボー型）。
チキンウィングフェイスロック
通常型のほか、バリエーションとして相手の背中に片膝を当てた状態で絞り上げる型も使用。
カベルナリア
ラ・マヒストラル
外道クラッチ
スクールボーイ
レフェリーのブラインドを衝いてロープに足をかけた状態で押さえ込むことが多い。
エルボー・スマッシュ
ジャンピング・ニーバット
ロープにもたれた相手の背中めがけて放つパターンを多用。
各種アームブリーカー
各種手作りアイテム
言葉巧みに相手に装備させ視界や行動を遮る。
ガットショット
入場後のマイクから握手を要求し、その隙をついて腹部を蹴る。
コールドスプレー
操からハイパーミサヲに戻って以降に凶器として多用。時折ひもスプレーも使用。

### 操
ラフではあるがあくまで相手を正面から叩き潰すスタイル。
ヴァニタス
開脚式ダブルアーム・フェイス・バスター。リバース・タイガー・ドライバーと同型。ハイパーミサヲに戻ってからは奥の手として使用。
リベラ・メ
胴締めチキンウイングフェースロックから自らの足をつかみ締め上げる。
ディエス・イレ
ファイナルカット（エルボー型）。ハイパミ・リターンズと同型。
ドラゴンスレイヤー
レインメーカー式ジャンピング・ニーバット。
ニーアッパー

## タイトル歴

### ハイパーミサヲ
東京女子プロレス
- 第18代プリンセスタッグ王座（パートナーは中島翔子）
- "ふたりはプリンセス"Max Heartトーナメント優勝（2025年、パートナーは中島翔子）

プロレスリング・イラストレーテッド
- 2022年 PWI Women's 150 - 150位[78]
- 2023年 PWI Women's 250 - 209位[79]

### 操
東京女子プロレス
- 第5代TOKYOプリンセスタッグ王座（パートナーは沙希様）

## 入場曲
HERO（ヒーローになる時、それは今）(甲斐バンド)
初代テーマ曲。2020年1月ハイパーミサヲに再改名後入場曲を本曲に戻す。
Hyper Ambivalence(オリジナル)
2018年12月1日の新宿FACE大会より2019年2月まで使用。
ウルトラリラックス(篠原ともえ)
シノラー風ファッションの際に用いる入場曲。ダレダソレ明美の場合は冒頭に「ガッチャマンの歌」(子門真人、コロムビアゆりかご会)が付随する。
「レクイエム」よりデイエス・イレ(怒りの日) （ジュゼッペ・ヴェルディ）
操としての入場曲。
薔薇は美しく散る(LAREINE)
操としての入場曲。2019年3月31日の博多大会のみ使用。

## 書籍
- 「仕事本 わたしたちの緊急事態日記」 左右社、2020年、ISBN 978-4-86528-283-2 [注釈 6]
- 「短歌ムック『ねむらない樹』 vol.5」 書肆侃侃房、2020年、ISBN 978-4-86385-408-6 [注釈 7]
- 「NHKテキスト『NHK短歌』」 2020年10月号・11月号・12月号 NHK出版、2020年 [注釈 8]

## 楽曲提供
- アップアップガールズ（プロレス） - 『Stand up! 恋の証明』（作詞）[81][82]

## メディア出演

### Web
- DDTの木曜TheNIGHT（AbemaTV）[注釈 9]
- 短歌のあなた 第1回ゲスト（2023年10月4日、文藝春秋 電子版）[8]

### MV
- Only Hip Club『WHO SAYS』[83][84]
- アップアップガールズ（プロレス）『Stand up! 恋の証明』[85]